# Eucyclopera plagidisca
Eucyclopera plagidisca är en fjärilsart som beskrevs av George Francis Hampson 1895. Eucyclopera plagidisca ingår i släktet Eucyclopera och familjen björnspinnare. Inga underarter finns listade i Catalogue of Life.